# Katolikus karizmatikus megújulás
A katolikus karizmatikus megújulás (röviden: „a megújulás”) a karizmatikus mozgalom katolikus változata. Egy olyan katolikus lelkiségi mozgalom, melynek tagjai a katolikus egyház tanítását vallják, és ennek keretében lelki életük hangsúlyosabb figyelemmel fordul a Szentlélek és adományai (karizmái) felé. Központi szervezete összefogja a világ katolikus karizmatikus közösségeit.

## Története

### Katolikus karizmatikus megújulás
Kezdetét a Szentlélek Kongregáció által fenntartott pittsburghi (Pennsylvania, USA) Duquesne Egyetem oktatóinak és hallgatóinak egy hétvégi lelkigyakorlatától számítják, akik arra törekedtek, hogy a Szentlélek megújítsa azokat a kegyelmeket, melyeket a keresztségben és a bérmálásban kaptak. Ezt nevezik Szentlélek-, vagy Lélek-keresztségnek. Amikor 1967. február 18. éjszakáján az egyetem kápolnájában kitárt karral imádkoztak, úgy érezték, hogy a Szentlélek ereje tölti el őket. Ez a megtapasztalás rövid időn belül sokfelé megismétlődött az USA katolikusai között.
Kezdetben számos bírálat érte a mozgalom tagjait. Sokan azon a véleményen voltak, hogy az úgynevezett „Szentlélek-ben való keresztség” misztikus élménye nem fér össze a katolikus Egyház gyakorlatával, és a karizmatikusoknak az Egyháztól való elszakadására számítottak. 
Ennek éppen az ellenkezője történt. A karizmatikusok hűségesen ragaszkodtak katolikus mivoltukhoz, új értelmet fedeztek fel a szentmiseáldozatban, a gyónás szentségében, az Eucharisztiában. Még csak nem is gondoltak az egyházi hierarchia létjogosultságának megkérdőjelezésére, sőt ragaszkodtak ahhoz, hogy imaösszejöveteleiken felszentelt pap is részt vegyen. Ezért a mozgalom tagjai világszerte kitörő lelkesedéssel fogadták VI. Pál döntését, aminek értelmében hivatalosan is elismerte a katolikus karizmatikus megújulást.

## Tevékenysége
Mint ahogyan a mozgalmat nem egy személy alapította meg, úgy tulajdonképpen központi szervezetük sincs. Noha a csoportok igyekeznek egymással fenntartani a kapcsolatot, és tanultak is egymástól, tulajdonképpen minden csoport saját környezetében, meghatározott körülmények mellett formálódik. Sokféleségük az Egyház sokféleségére hasonlít. A mozgalomnak vannak olyan ágazatai, amelyek tartózkodóak a különleges karizmákkal szemben, amelyek szükségtelennek tartják a nyelveken beszélést és a hit egyéb természetfelettinek tűnő megnyilvánulási formáit. Inkább arra törekszenek, hogy mindennapjaikat Isten szeretete töltse ki. Ugyanakkor azokban a csoportokban, amelyekben rendelkeznek a nyelveken beszélés ajándékával, szintén nem beszél mindenki nyelveken.
A karizmatikus megújulás nem homogén jelenség, csoportjait a Lélek-keresztség alaptapasztalatán kívül más nem köti össze. A karizmatikus közösségek, imacsoportok egymástól függetlenül, földrajzilag gyakran távol, saját arculatuknak, hivatásuknak, adottságaiknak megfelelően működnek. Lehetnek katolikus, vagy katolikus alapokon álló ökumenikus szelleműek. Tagjaik lehetnek házasok, egyedülállók, papok, szerzetesek.
A karizmatikus összejövetelek, újszerű imastílusa (ének, taps), az érzelmek katolikus körökben idegennek tűnő megnyilvánulásai — érthető módon — sokakat óvatosságra, kritikára ösztönzött, vagy zavart. Miután amerikai protestáns, szabadkeresztény felekezetekben terjedtek el először tömegesen a pünkösdi jelenségek, a katolikus egyházi vezetésben a mozgalom katolicitásának kérdése is felmerült. Egyesek az érzelmek túltengésétől tartottak, másokat éppen a mozgalom gyermekbetegségei ábrándítottak ki. Az elismerő szavak mellett a főpásztorok az egyházzal való egységre is figyelmeztettek. Ugyanakkor kétségtelenül a mozgalom erőssége a közvetlenség, élményszerűség, a készség a bizonyságtételre, a hit és imádság sajátos megragadása, amely nagyon sok embert vezetett már vissza Istenhez, egyházához.
Suenens († 1996) volt belga bíboros szerint „a karizmatikus megújulás nem is annyira mozgalom, mint inkább magának a Szentléleknek a mozgása, amely minden keresztényt megérinthet, legyen az világi vagy a klérus tagja." II. János Pál pápa megítélése szerint „a mozgalomból sugárzó életerő és a jó gyümölcsök arról tanúskodnak, hogy valóban jelen van és működik a Szentlélek az egyházban."
A megújulás lelkiségének három fő vonása:
- A Jézus Krisztusban való személyes hit, amely a tudatos döntésben (megtérés) és az Evangélium szerinti értékrend elfogadásában nyilvánul meg.
- A Szentlélek kiáradásáért való ima, amelyben hitük szerint megújul és hatékonnyá válik a keresztség és a bérmálás kegyelme.
- A Szentlélek adományainak (karizmák) kérése és elfogadása Isten dicsőségére és az egyház szolgálatára.

A Megújulás egyik legfontosabb jellemzője a katolikus egyházhoz való hűség. Tanítása nem tartalmaz új tanokat, megegyezik a katolikus egyház tanításával. Közösségei és tagjai alávetik magukat a mindenkori pápának és püspököknek. Középpontba helyezik az Eucharisztiát, a Szentírást. Fő tevékenységeik között szerepel a dicsőítés, engesztelés, szolgálatvállalás, evangelizáció és tanúságtétel.
A közösségek összefogására jött létre kettő szervezet összevonásával 2019-ben, Ferenc pápa kérésére a Katolikus Karizmatikus Megújulás Nemzetközi Szolgálata (Catholic Charismatic Renewal International Service - CHARIS), ami a "Világiak, a Család és az Élet Kongregációja" révén tartja a kapcsolatot az Apostoli Szentszékkel. A CHARIS feladatai keretében ima-összejöveteleket, konferenciákat, kongresszusokat, lelkigyakorlatokat szervez. Kidolgozták az Élet a Lélekben elnevezésű nyolchetes szemináriumot, melynek célja: a résztvevőket elvezetni a Szentlélek erejének megtapasztalásához és általa bátor, tanúságtevő keresztény élet kialakításához.
A karizmatikus megújulási mozgalom pozitív elemei:
- új megbizonyosodás Jézus szabadító hatalmáról és valóságos jelenlétéről;
- spirituális megújulás a krízisben élő világban;
- a közösség új értelmének felismerése;
- spontaneitás, őszinteség, szabadság és új öröm Isten dicsőítésében és tiszteletében;
- új érdeklődés a Biblia iránt: az írás Isten élő szava.
- Isten valóságának, szentségének és transzcendenciájának mélyebb átélése;
- a radikális doktrínákat illetően (Szentháromság-tan, Krisztus istensége stb.) elmélyülő érdeklődés ;
- a gyógyítás, a betegekért való imádkozás szolgálatában való megújulás;
- az egyház tagjainak nagyobb felelősségvállalása az evangélizáció, misszió és bizonyságtétel szolgálatában.

## A Magyar Katolikus Karizmatikus Megújulás
1975-76-ban alakultak az első (római katolikus) karizmatikus csoportok Magyarországon. A közösségek összefogásával és a CHARIS egyik jogelődje (az ICCRS) támogatásával jött létre a Magyar Katolikus Karizmatikus Megújulás Országos Tanácsa, amely 1989. február 4-én (több, hazai mozgalommal együtt) hivatalosan is bemutatkozott a Magyar Katolikus Püspöki Konferencia és Paul Cordes címzetes érsek, a Világiak Pápai Tanácsának elnökhelyettese előtt Budapesten.
Az Országos Tanács tagjai (kb. 45 fő) az ország nagyobb közösségeinek, imacsoportjainak, illetve régióinak küldöttei. Ők (mint küldött-közgyűlés) választják a 12 tagú Szolgáló Bizottságot. A Magyar Katolikus Püspöki Konferencia és a helyi megyéspüspökök irányelvei alapján működő Országos Tanács és a Szolgáló Bizottság feladata az ország területén működő karizmatikus imacsoportok, közösségek összefogása, koordinálása, tájékoztatása, vezetése. Ennek egyik megvalósulása az 1992 óta évente megrendezésre kerülő Országos Karizmatikus Találkozó. Több ezer katolikus vesz részt ezen a rendezvényen dicsőítésre, imádkozásra, Eucharisztia-imádásra, tanítások hallgatására, és szentmisén való részvételre. Itt lehetőségük van a kívülállóknak, érdeklődőknek, keresőknek megismerkedniük a lelkiséggel és a közösségekkel.
Különbséget kell tenni a Szentlélek adományai valamint a karizmák között, amelyeket Isten teljesen szabadon hangol össze. Az előbbiek azok közé tartoznak, amelyeket minden keresztény életre tud kelteni magában a hit, remény és szeretet buzgó megélésével; így egy komoly aszkézis által elérkezhet Isten és a hit tartalmának bizonyos megtapasztalásához. A karizmákra vonatkozólag Szent Pál azt mondja, hogy azok mindenekelőtt az egyház és Krisztus titokzatos teste többi tagjának javát szolgálják (vö. 1Kor 12,7). Ezzel kapcsolatban kell emlékeztetni arra, hogy a karizmák nem azonosíthatók a rendkívüli (misztikus) képességekkel (vö. Róm 12,3-21), és hogy a Szentlélek adományai és a karizmák között a különbség elmosódott lehet. Biztosnak tekinthetjük, hogy újszövetségi keretek között az egyház számára termékeny karizma a személyes tökéletesség meghatározott foka nélkül nem gyakorolható; és másrészről, hogy minden élő (lelki értelemben: megszentelő kegyelem állapotában lévő) kereszténynek sajátos feladata - és ebben az értelemben karizmája - Krisztus testének építése (vö. Ef 4,15-16) a hierarchiával közösségben, amelyre elsősorban nem a Lélek kioltása tartozik, hanem mindennek a kipróbálása és ami jó, annak a megtartása.
A IV. század hamis karizmatikusai a Szentlélek kegyelmét a lélekben való jelenlétének pszichológiai megtapasztalásával azonosították. Velük szemben az atyák [ókeresztény írók] kitartottak a tény mellett, hogy a könyörgő lélek Istennel való egyesülése titok keretében teljesedik be, mindenekelőtt az egyházi szentségek révén. Néha, a történelem folyamán az egyház imádkozásának mellékvágányaiként fel-feltűnnek ezek a hibás módok, és manapság - úgy tűnik - ismét sok keresztényre hatnak; akár pszichológiai, akár spirituális gyógyszerként ajánlkozva; akár úgy, mint Isten megtalálásának gyors folyamata. Ezek a hibás módok azonban nagyon könnyen felismerhetők, bárhol is jelenjenek meg.

## Bírálatok
Az egyik egyházi tanácskozás nem-katolikus tagja (Bartha Tibor 1980-ban) úgy vélte, hogy a karizmatikus megújulás feszültségeknek és aggodalmaknak a forrása is lehet:
- spirituális elit elkülönülésének a kísértése;
- ítélkező magatartás azok iránt, akiknek (még) nincsenek karizmatikus tapasztalataik; ennek következtében szakadások, megosztások lehetősége a gyülekezetekben;
- egyházi autoritás és rend viszonya a karizmatikus mozgalmakhoz;
- fennáll a veszélye annak, hogy az emberi enthuziazmust és aktivitást összetévesztik a Szentlélek erejével; Isten transzcendenciája elhomályosul;
- fennáll a veszélye annak, hogy a karizmatikus élményt szembeállítják a doktrinális tartalommal.

Ugyanezen tanácskozásnak, szintén nem-katolikus másik tagja (Szabó Csaba 1981-ben) azonban a fenti veszélyek ellenében, a diakrisis (belátás és megvizsgálás) fontosságát hangsúlyozta.
Matthias Gaudron német hagyományhű katolikus pap és író publikációi a tomizmus filozófiai-teológiai doktrínáját és a II. Vatikáni Zsinat egyházképével szembeni kritikai álláspontot képviselik. Gaudron a Szentszék által részlegesen elismert FSSPX tagja és nézete szerint a hagyományos katolikus szempontból több súlyos aggály is fölmerül a karizmatikusság kapcsán. A kézrátétel és egyéb karizmatikus praktikák nyomán létrejövő érzés - mint minden érzés - szubjektív, megbízhatatlan. Annak vágya, hogy érezzük a kegyelem működését (amely önmagában nem érzékelhető) annyit tesz, mint kitenni magunkat ama veszélynek, hogy összekeverjük a hitet a vallásos érzéssel (mint teszik a modernisták), az isteni sugallatot a képzelettel, a remény teológiai fogalmát az optimizmussal, a kegyelem állapotában élést pszichológiai jól-léttel (well-being). Érdemes megemlíteni, hogy a pszichológia (illetve a pszichologizálás) fontos szerepet tölt be a karizmatikus közösségekben. A nem-katolikus karizmatikusok nem igazán tudják megmagyarázni a Lélek keresztségét; ugyanakkor erről, a Katolikus Karizmatikus Megújulás Nemzetközi Szolgálata könyvet adott ki, egy vezetőjük, Kunszabó Zoltán pedig tanulmányt írt. Szentség nem lehet, mivel Jézus csak hét szentséget rendelt el. Ezért egyesek ezt a megtérés eszközének látják; a keresztség és a bérmálás "reaktivációjának", vagy csak egy "vallásos élménynek". A szentségek olyan kegyelmet közvetítenek, amely nem érzékelhető - a hitben hagynak meg minket, azt erősítik; ha éreznénk, az már tudás lenne. (Megjegyzendő, hogy 
a katolikus egyház tanítása szerint a szentségek által a hívők "megtapasztalják" Isten szeretetét, és a bérmálás szentsége "megerősít".) Gaudron szerint ez nem Isten kegyelmét, hanem e kegyelem érzékelhető illúzióját (káprázatát) adja. Az ördögnek hatalmában áll azokban, akik az isteni működést fizikailag akarják megtapasztalni, ezt az illúziót fölkelteni. Akik e programokon részt vesznek, szerinte megnyitják magukat, kiteszik magukat az ördögi befolyás veszélyének - ami különbözik a tényleges ördögi megszállottságtól, de előszobája annak. Amint véget ér az "érzés" és a dolog nem működik tovább, sokan elhagyják a katolikus, vagy akár keresztény hitet teljes egészében. Ezért e karizmatikus jelek és csodák a hagyományhű katolikusok szerint az ördög cselvetései.

## Karizmatikus közösségek Magyarországon
Karizmatikus közösségek Magyarországon a teljesség igénye nélkül:
- Chemin Neuf közösség
- Családok Jézusban közösség
- Emmausz közösség
- Emmánuel közösség
- Élet Kenyere közösség
- Hét Láng közösség
- Irgalmas Samaritánus közösség
- Nyolc Boldogság katolikus közösség
- Regina Pacis közösség
- Új Jeruzsálem közösség

## Külső hivatkozások
- Magyar Katolikus Karizmatikus Megújulás
- Katona István: Katolikus Karizmatikus Megújulás (Vigilia 63. évf. 1998. július)
- Irgalom Forrása (Irgalmas Samaritánus Közösség)